# Дік Бен
Дірк "Дік" Бен (нід. Dirk "Dick" Been, 28 грудня 1914, Амстердам — 20 травня 1978, там само) — нідерландський футболіст, що грав на позиції захисника, зокрема за клуб «Аякс». Дворазовий чемпіон Нідерландів.

## Клубна кар'єра
У футболі дебютував 1936 року виступами за команду «Аякс», кольори якої захищав до моменту початку окупації Нідерландів гітлерівською Німеччиною. За цей час став дворазовим чемпіоном Нідерландів
З 1941 року і до закінчення Другої світової війни виступав за німецький клуб «Гамбург».

## Виступи за збірну
Був присутній в заявці збірної на чемпіонаті світу 1938 року у Франції, але на поле не виходив.
Помер 20 травня 1978 року на 64-му році життя у місті Амстердам.

## Титули і досягнення
- Чемпіон Нідерландів (2):

«Аякс»: 1936-1937, 1938-1939